# Oppo Reno7 Lite
Oppo Reno7 Lite — смартфон середнього рівня, розроблений компанією OPPO, що входить у серію Reno і є спрощеною версією Oppo Reno7 5G. В деяких країнах пристрій продається як Oppo Reno7 Z та Oppo Reno8 Lite.
В Китаї є дуже подібна до Reno7 Lite модель під назвою Oppo A96 (аби не плутати з глобальною версією Oppo A96 також називають як Oppo A96 5G) з іншим набором камер та більшою кількістю кольорів. Під брендом OnePlus був випущений OnePlus Nord N20 5G, який відрізняється від Oppo Reno7 Lite оформленням задньої панелі та меншою кількістю оперативної пам'яті.
В Індії Reno7 Lite був представлений разом з Oppo F21 Pro як Oppo F21 Pro 5G.
4 серпня 2022 року був представлений Oppo Reno8 Z, що в основному відрізняється від Oppo Reno7 Z оформленням задньої панелі. В Індії Oppo Reno8 Z був представлений 15 вересня того ж року разом з Oppo F21s Pro як Oppo F21s Pro 5G.

## Дизайн
Екран виконаний зі скла Schott Xensation, а задня панель та бокові грані — з матового пластику.
Особливостями дизайну Oppo Reno 7 Lite/7 Z/8 Lite та A96 стали RGB-індикатори навколо двох модулів камери (Oppo їх називає Подвійними орбітальними ліхтарями (англ. Dual Orbit Lights)).
Знизу розміщені роз'єм USB-C, динамік, мікрофон та 3.5 мм аудіороз'єм. Зверху розташований другий мікрофон. З лівого боку розміщені кнопки регулювання гучності та слот під 2 SIM-картки і карту пам'яті формату microSD до 256 ГБ. З правого боку розміщена кнопка блокування смартфона.
Oppo Reno7 Lite/7 Z/8 Lite/F21 Pro 5G продавався в кольорах Галактичний чорний та Веселка.
Oppo A96 продавався в 4 кольорах: Скляна симфонія (веселка), Нічний сон вечірньої зірки (чорний), Абрикосовий порошок теплого сонця (рожевий) та Лавандовий світло-фіолетовий.
OnePlus Nord N20 5G продавався у темно-синьому кольорі.
Oppo Reno8 Z/F21s Pro 5G продавався в кольорах Світанковий золотий та Зоряний чорний.

## Технічні характеристики

### Платформа
Смартфони отримали процесор Qualcomm Snapdragon 695 та графічний процесор Adreno 619.

### Батарея
Батарея отримала об'єм 4500 мА·год, підтримку швидкої зарядки потужністю 33 Вт, та підтримку зворотної дротової зарядки.

### Камера
Reno7 Lite/7 Z/8 Lite та Reno8 Z/F21s Pro 5G отримали основну потрійну камеру 64 Мп, f/1.7 у Reno7 Lite та f/1.8 у OnePlus Nord N20 5G (ширококутний) з фазовим автофокусом + 2 Мп, f/2.4 (макро) + 2 Мп, f/2.4 (сенсор глибини).
A96 отримав основну подвійну камеру 48 Мп, f/1.7 (ширококутний) з фазовим автофокусом + 2 Мп, f/2.4 (сенсор глибини).
Всі  моделі отримали фронтальну камеру 16 Мп, f/2.4 (ширококутний). Також основна та фронтальна камери всіх моделей вміють записувати відео в роздільній здатності 

### Екран
Смартфони отримали AMOLED-екран, 6.43", FullHD+ (2400 × 1080) зі щільність пікселів 402 ppi, співвідношенням сторін 20:9 та круглим вирізом під фронтальну камеру, що знаходиться зверху в лівому кутку. Також під дисплей вбудовано оптичний сканер відбитків пальців.

### Пам'ять
Oppo Reno7 Lite/7 Z/F21 Pro 5G та Oppo Reno8 Z/F21s Pro 5G продавалися в комплектації 8/128 ГБ.
Oppo Reno8 Lite продавався в комплектаціях 8/128 та 12/128 ГБ.
Oppo A96 продавався в комплектаціях 8/128, 8/256 та 12/256 ГБ.
OnePlus Nord N20 5G продавався в конфігурації 6/128 ГБ.

### Програмне забезпечення
Oppo Reno7 Lite/7 Z/8 Lite/F21 Pro 5G та A96 були випущені на ColorOS 12, а OnePlus Nord N20 5G — на OxygenOS 11. Обидві оболонки на базі Android 11. Oppo Reno7 Lite/7 Z/8 Lite/F21 Pro 5G та A96 були оновлені до ColorOS 13.1, а OnePlus Nord N20 5G — до OxygenOS 13.1. Обидві оболонки працюють на базі Android 13.
Oppo Reno8 Z/F21s Pro 5G був випущений на ColorOS 12.1 на базі Android 12 і був оновлений до ColorOS 14 на базі Android 14.